# Santo contra Blue Demon en la Atlántida
Série
Santo contra Capulina
(1969) Santo y Blue Demon contra los monstruos
(1970)
Pour plus de détails, voir Fiche technique et Distribution.
Santo contra Blue Demon en la Atlántida est un film mexicain de 1969 de Julián Soler. C'est le vingt-deuxième film de la série des Santo, el enmascarado de plata et le seul réalisé par Soler.

## Synopsis
Un scientifique nazi se sert de la cité perdue d'Atlantis comme base de lancement de sa bombe nucléaire. Il souhaite voir renaître le Troisième Reich et menace d'utiliser son arme. Santo, le principal héros, tente de mettre un terme à ce plan diabolique en désarmant la bombe.

## Fiche technique
- Titre original : Santo contra Blue Demon en la Atlantida
- Titre anglais ou international : Santo vs. Blue Demon in Atlantis
- Réalisation : Julián Soler
- Scénario : Rafael García Travesi et Jesús Sotomayor Martínez
- Photographie : Raúl Martínez Solares
- Montage : José W. Bustos
- Musique : Gustavo César Carrión
- Production : Jesús Sotomayor Martínez
- Société(s) de production : Cinematográfica Sotomayor
- Pays de production :  Mexique
- Langue originale : espagnol
- Format : couleur — 35 mm — son Mono
- Genre : action, aventure
- Durée : 85 minutes
- Date de sortie :
  - Mexique : 16 juillet 1970

## Distribution
- El Santo : El Enmascarado de Plata / X21
- Blue Demon : Blue Demon
- Ivan J. Rado : Hugo Olvrich / Aquilles
- Agustín Martínez Solares : Pierre Duval
- Rafael Banquells : Professeur Gerard / X22
- Magda Giner : X-25 / Circe
- Silvia Pasquel : Juno
- Marcelo Villamil : Chef de la sécurité mondiale
- Rosa Maria Pineiro : Afrodita / Renata
- Carlos Suárez : Docteur
- Juan Garza : Orfeo
- Hector Guzman : Poséidon
- Griselda Mejía : Regina
- Olga Guillot : chanteuse à la télévision